# Pyrus ussuriensis
Pyrus ussuriensis là loài thực vật có hoa trong họ Hoa hồng. Loài này được Maxim. miêu tả khoa học đầu tiên năm 1856.

## Hình ảnh

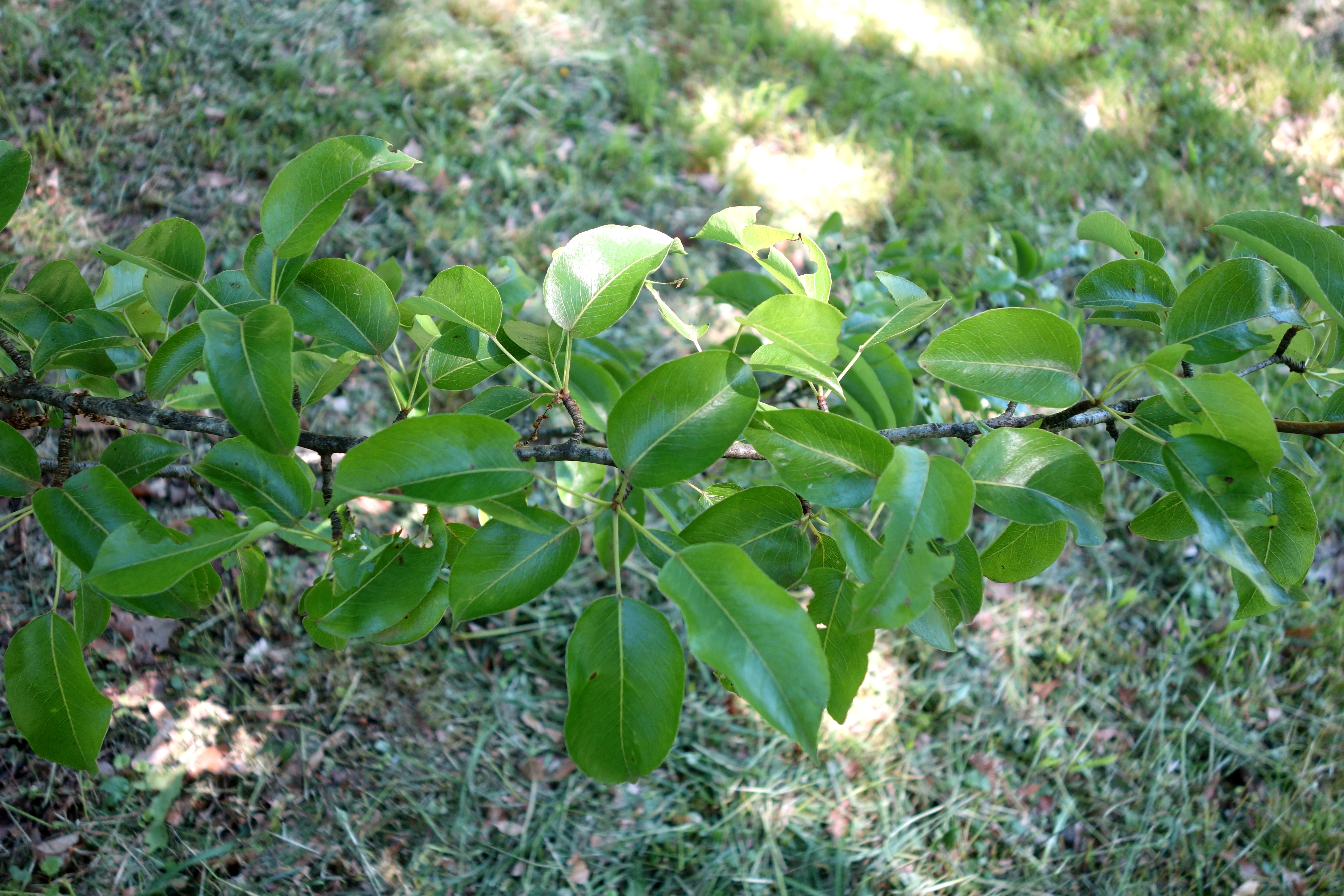
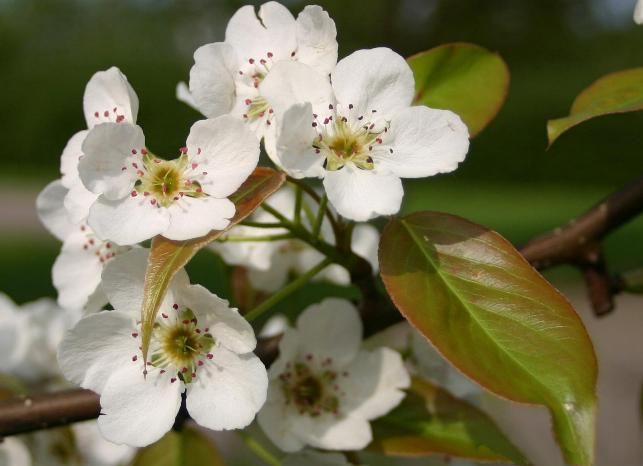
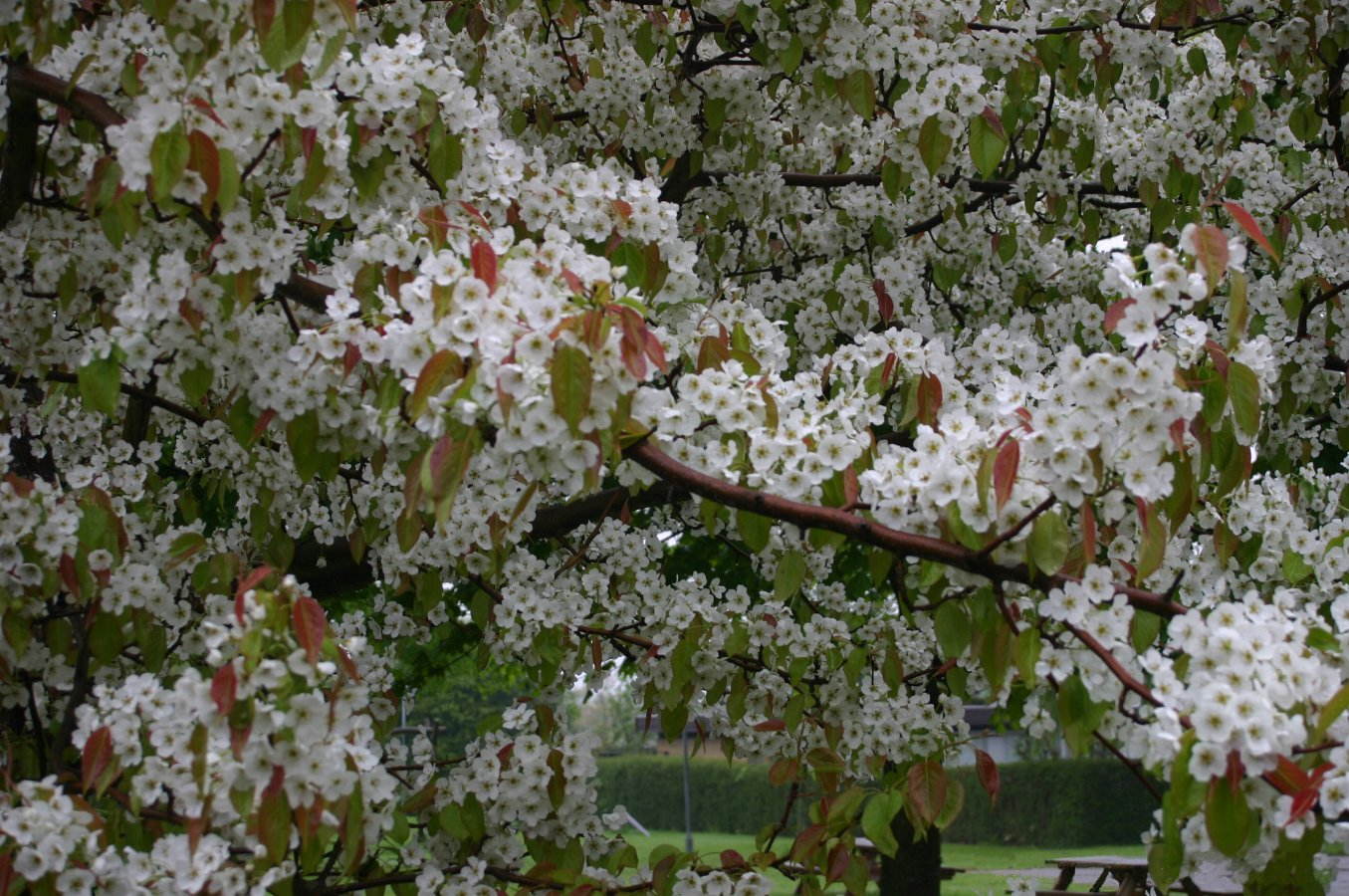
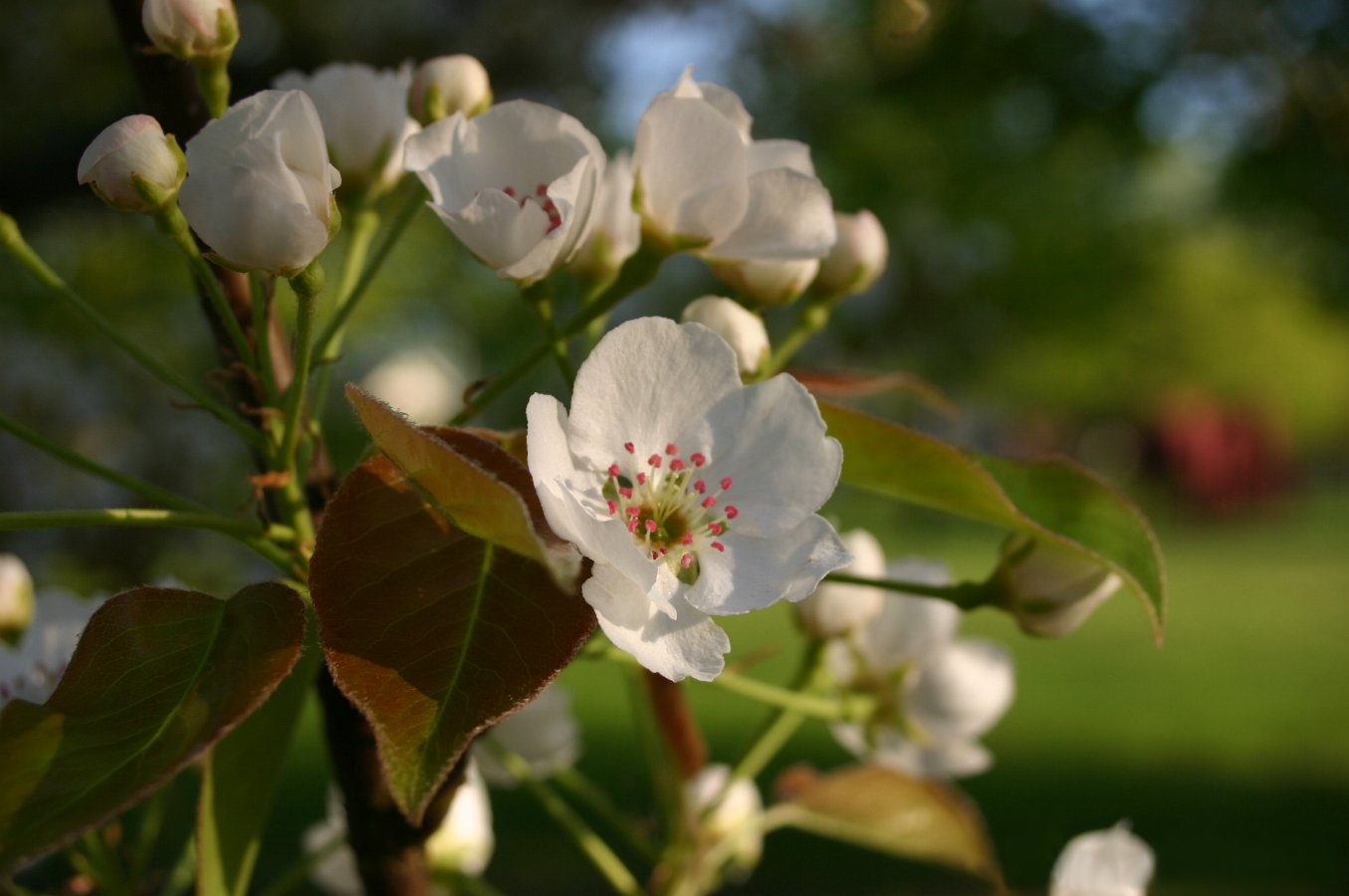